# Chronologie de la conquête de l'Ouest
La chronologie de la conquête de l'Ouest des États-Unis fait ressortir une intense activité pendant les trois-premiers quarts du XIXe siècle, la colonisation étant menée successivement sur tous les fronts.

## Chronologie
- 1795 : traité de Madrid (1795), traité avec l'Espagne portant sur le bassin du Mississippi et qui amène à la création du territoire du Mississippi en 1798
- 1803 : achat de la Louisiane à la France
- 1804 : départ de l'expédition Lewis et Clark qui constitue la première expédition américaine à traverser les États-Unis jusqu'à la côte pacifique, atteinte en 1806
- 1808 : remplacement de Ferdinand VII d'Espagne par Joseph Bonaparte
- 1810 : république de Floride occidentale
- octobre 1810 : les forces de Miguel Hidalgo marchent sur Mexico
- 1811 : expédition financée par John Astor
- 1812 - 1815 : guerre anglo-américaine de 1812
- 6 novembre 1813 : premier acte d'indépendance du Mexique
- 1813 : Jesse Buel (1778-1839) fonde l'Albany Argus, naissance de la Régence d’Albany
- 1817 : James Monroe élu président
- 1817 : Alabama fever
- 22 février 1819: la Floride achetée 25 millions de francs via le traité d'Adams-Onís
- 1820 : expédition de la Platte River

l’esclavage dans les territoires situés au nord.
- 1820 : effondrement de l'Empire colonial espagnol
- 1821 : Andrew Jackson élu gouverneur de Floride
- 1821 : la piste de Santa Fe est ouverte
- 1820 : compromis du Missouri, reconnu esclavagiste
- 1824 : Andrew Jackson non-élu malgré la majorité des voix à la présidentielle
- 1825 : le Canal Érié est terminé
- 1827 : le colonel Henry Leavenworth construit le Fort Leavenworth
- 1828 : Andrew Jackson élu président
- 1829 : ruée vers l'or d'Auraria (Georgie) et Dahlonega
- 1830 : Indian Removal Act
- 1831 : début de la Piste des larmes
- 1836 : la république du Texas est proclamée
- 1836 : premier chemin de fer (Galena & Chicago Union Railroad) de Chicago
- mai 1837 : l'or et l'argent dopés par la Panique de 1837
- 1838 : fin de la Piste des larmes
- 1841 : le convoi mené par le capitaine John Bartleson et John Bidwell arrive à Sacramento
- 1843 : plus de 800 passages sur la Piste de l'Oregon
- 1845 : annexion du Texas
- 1846 : guerre américano-mexicaine
- 1847 : des Mormons parviennent à la vallée du Grand Lac Salé, dans l'Utah
- 1848 : ruée vers l'or en Californie
- 1850 : début d'un boom économique mondial qui dope les cours du coton
- 1854 : la loi Kansas-Nebraska déclenche la Croisade du Kansas
- 1855 : guerre de Wakarusa, temps fort du Bleeding Kansas
- 1855 : colonies Amana fondées par des piétistes allemands dans l'Iowa
- 22 août 1857 : l'or et l'argent dopés par la panique de 1857
- 1858 : fondation de Carson City
- 1858 : ruée vers l'or de Pikes Peak (Colorado)
- 1860 : William Russell lance le Pony Express transcontinental
- 1860: 11 lignes de train ont Chicago pour terminus et 20 y font un arrêt[1].
- 1861 : début de la guerre de Sécession
- 1861 : découverte du Comstock Lode
- 1862 : Homestead Act facilitant l’octroi de titres de propriété pour les fermiers
- 1869 : première ligne de chemin de fer transcontinentale
- décembre 1871 : l'or dopé par la loi monétaire prussienne du 4 décembre 1871
- 12 février 1873 : Coinage Act de 1873, appelé aussi « crime de 1873 »
- 1873 : expédition de la rivière Yellowstone
- 1874 : ruée vers l'or dans les Black Hills
- 27 août 1875 : krach à la Bourse de San Francisco à la suite de l'article du New York Tribune sur le Comstock Lode
- avril 1876 : deux Québécois découvrent la mine d'or de Homestake dans les Black Hills
- 1876 : bataille de Little Bighorn
- 1881 : fusillade d'O.K. Corral
- 1882 : Marcus Daly, découvre l'énorme gisement d'Anaconda Copper à Butte (Montana)
- 1883 : fondation de Jerome (Arizona), ville de l'argent-métal
- 1889-1893 : guerre du comté de Johnson
- 1890 : massacre de Wounded Knee